# Maratus pilosus
Lycidas pilosus là một loài nhện trong họ Salticidae.
Loài này thuộc chi Lycidas. Lycidas pilosus được Eugen von Keyserling miêu tả năm 1882.